# كالفين أير
كالفين أير هو شخصية أعمال كندي، ولد في 25 مايو 1961 في لويدمنستر في كندا.